# Raymond-Théodore Troplong

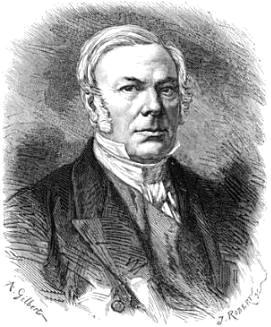

Raymond-Théodore Troplong (Saint-Gaudens, 8 oktober 1795 - 1 maart 1869) was een Frans jurist en politicus ten tijde van het Tweede Franse Keizerrijk.

## Biografie
In 1819 werd Troplong advocaat, om in 1852 te worden benoemd tot voorzitter van het Franse Hof van Cassatie. Troplong was een van de meest prominente Franse juristen van zijn tijd en wordt weleens "de Portalis van het Tweede Franse Keizerrijk" genoemd, refererend aan Jean-Étienne-Marie Portalis, mede-opsteller van het Burgerlijk Wetboek uit 1804.
In 1852 was Troplong een van de opstellers van de Franse grondwet van 1852, samen met Eugène Rouher, Jacques-André Mesnard, Victor de Persigny en Charles de Flahaut. Later dat jaar was hij rapporteur van het senatus-consultum van 7 november 1852, dat de keizerlijke waardigheid inschreef in dezelfde grondwet. Dit senatus consultum werd voorgelegd aan de Franse bevolking in het plebisciet van 21 en 22 november 1852. Door deze grondwetswijziging kon president Lodewijk Napoleon enkele weken later, op 4 december 1852, keizer Napoleon III worden.
Op 26 januari 1852 was Troplong een van de eerste 84 persoonlijkheden die door keizer Napoleon III werden benoemd tot senator. Hij zou in de Senaat blijven zetelen tot zijn overlijden in 1869. Gedurende het overgrote deel van het bestaan van het Tweede Franse Keizerrijk was hij bovendien voorzitter van de Senaat.
Bij decreet van 1 februari 1858 werd hij bovendien benoemd tot persoonlijk raadgever van keizer Napoleon III.
Troplong overleed in functie op 1 maart 1869. Tot op de dag van vandaag staat de Franse Senaat in voor het onderhoud van zijn graf.

## Onderscheidingen
In 1855 werd Troplong onderscheiden met het grootkruis in het Legioen van Eer.